# Martin Jurchescu
Martin Jurchescu Ghiga (n. 10 septembrie 1927, Domașnea, Caraș-Severin, România – d. 1996) a fost un matematician român care s-a remarcat cu rezultate valoroase în domeniul funcțiilor de mai multe variabile complexe.

## Biografie
În satul natal a urmat școala primară. Liceul l-a urmat la Caransebeș (secția reală), absolvindu-l în 1947. În anul școlar 1947-1948 a urmat anul I la Politehnica din Timișoara, dar s-a lăsat apoi de inginerie și a trecut la Facultatea de Matematică și Fizică a Universității din București, pe care a absolvit-o în 1952. Chiar înainte de examenul de stat și în tot cursul anului 1952-1953 a ocupat funcția de preparator la catedra de Teoria Funcțiilor a profesorului Simion Stoilow.
Din 1953 și până în 1956 a fost cercetător la Institutul de Matematică al Academiei, timp în care și-a prezentat teza de doctorat în fața unei comisii având ca președinte pe Simion Stoilow și referenți pe Gheorghe Călugăreanu, Alexandru Ghika și Adolf Haimovici. A tratat subiectul: "Suprafețele riemanniene cu frontiera absolut discontinuă".
După trecerea doctoratului, a fost numit cercetător principal la Institutul de Matematică al Academiei, la secția de Teoria Funcțiilor, Teoria Mulțimilor și Fundamentele Matematicii. Pentru memoriul său intitulat "Funcții raționale pe soluții globale de ecuații diferențiale olomorfe" a obținut premiul "Simion Stoilow" al Academiei, în anul 1963. A fost și rămâne un strălucit reprezentant al matematicii românești. A încetat din viață în anul 1996.

## Scrieri
- Probleme moderne de teoria funcțiilor (în colaborare cu Cabiria Andreian Cazacu și C. Constantinescu), 1965
- Probleme moderne de teoria funcțiilor, 1965
- Topologie categorii suprafețe riemanniene (în colaborare cu Cabiria Andreian-Cazacu și Aristide Deleanu), 1966
- Espaces analytiques, 1971
- Espaces analytiques, Bucarest, 25-30 septembre 1969 : séminaires de l'Institut de Mathématique de l'Academie de la République Socialiste de Roumanie, 1971
- Romanian-Finnish seminar on complex analysis: proceedings, Bucharest, Romania, (June 27-2 iulie 1976), 1979
- Transversality and relative Künneth formulas in complex analysis, 1981

### In memoriam
- Collection of Papers in Memory of Martin Jurchescu, 251 pagini, Editura Academiei Române, 1998